# Centre Nacionalista Republicà
Centre Nacionalista Republicà fou un grup polític catalanista fundat a Barcelona el 1906 per dissidents de la Lliga Regionalista. Les seves figures més representatives foren Ildefons Sunyol, Jaume Carner, Joaquim Lluhí i Rissech, Santiago Gubern i Fàbregas i Eduard Calvet i Pintó. Representava la línia liberal del catalanisme polític, i reclamava l'autonomia de Catalunya, el sufragi universal i la proclamació d'una república, d'acord amb el seu lema Nacionalisme, Democràcia, República. Jaume Carner en fou el primer president, amb Felip Rodés i Baldrich de secretari. El seu portaveu fou la revista El Poble Català, convertida en diari el 1906. Participà en les eleccions generals espanyoles de 1907 dins les llistes de la Solidaritat Catalana. El 1910, presidit per Pere Coromines, es fusionà amb altres forces republicanes i d'esquerres de Catalunya i constituí la Unió Federal Nacionalista Republicana.